# 露湾

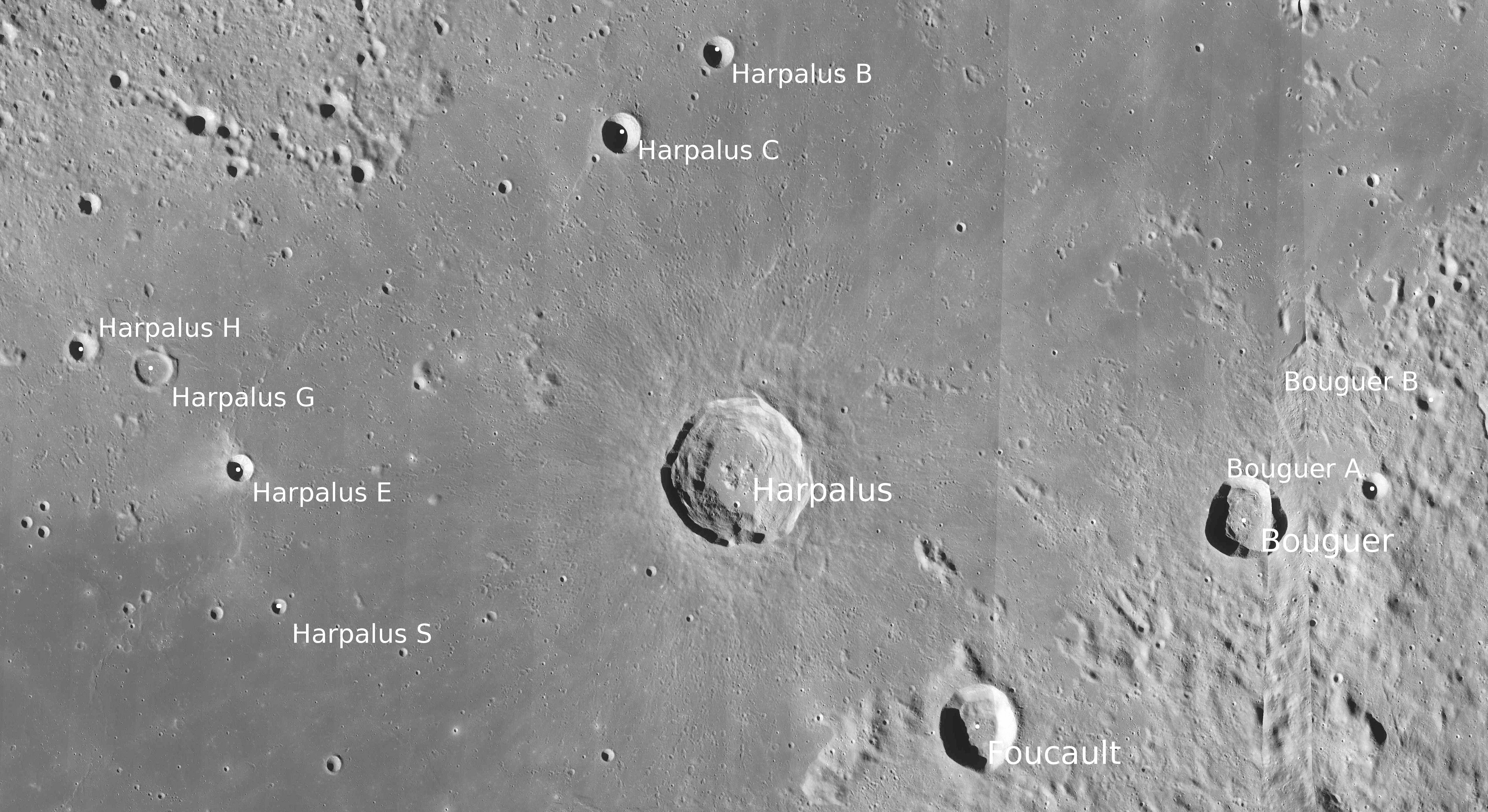
露湾东北部地图，中间是哈尔帕卢斯陨坑。

露湾是月球上的一个小月海区，靠近月球正面西北侧边缘。事实上，通过一条地峡与风暴洋的冷海相连，其边界并不清楚。

## 名称和范围
现在的露湾之名是1651年由乔瓦尼·巴蒂斯塔·里乔利所命名，1935年被国际天文学联合会认可接受。在古代，该月湾还有其他的名称：1645年荷兰天文学家米迦勒·弗洛伦特·范·朗伦称之为“君主湾”（拉丁语“Sinus Principis”）；1647年波兰天文学家约翰·赫维留命名它为“许珀耳玻瑞亚湾”（拉丁语“Sinus Hyperboreus”）。
以前的许多月面学家对露湾范围的理解不象现在，范围的界定都较为随意，在月图所标明的区域往往更大。向西远达杰勒德环形山和雷普索尔环形山、东则到哈尔帕卢斯陨石坑，而往南直至北纬44°，逼近吕姆克山，远远超出它的实际范围。其中：里乔利和赫维留对露湾的理解是范围为450×200公里的暗地，中间坐落着明亮的哈尔帕卢斯陨石坑；朗伦则认为连接整个风暴洋北侧边缘，约有700公里长。相反，国际天文联合会将哈尔帕卢斯陨坑到冷海的东北区缩小了一半。2016年MAC地图上标注的“露湾”范围是中心坐标为北纬50.3°、西经50.8°，直径约200公里的区域。

## 描述
露湾西南侧并入风暴洋，东北与冷海相连，东南岸是虹湾中一座直径260公里陨石坑的侧壁。露湾的覆盖层显示出很强的反照率差异，靠近风暴洋部分的熔岩区通常较冷海的更暗。另外，月湾部分地区覆盖着哈尔帕卢斯陨坑发亮的溅射物。覆盖月海的熔岩年龄相当小，根据撞击坑计数估计为15±5亿年，但哈尔帕卢斯陨坑东北区则为33-37亿年。月湾表面高度位于月面基准海拨2.1-2.6公里之下，与相邻月海处于同一水平。

## 地貌
沿月湾东南侧坐落着刘维尔、夏普、傅科和布格陨坑，西北侧则有马尔可夫、恩诺皮德斯、巴贝奇、索思、罗宾逊、赫瑞鲍等陨坑。月湾表面直径40公里的哈尔帕卢斯陨坑覆盖着年青的熔岩并被一圈发亮的光环包围，在国际天文学联合会月图中被标在月湾的东北边界。此外，月湾周围还分布着许多卫星陨坑。其中之一是月湾面部的-“刘维尔 DA”同心环坑，它由至少有两个环及一些山丘构成；另一座位于风暴洋露湾西南边缘的同心环坑几乎被熔岩和光环淹没，还有一座位于月湾西侧边缘的马尔可夫陨石坑附近。
在月湾南端蜿蜒着一条狭窄的夏普月溪（Rima Sharp），它起源于风暴洋并向南延伸。月湾从北至南边沿分布着一道长长的无名岭，其东南部山岭较低。风暴洋靠近露湾的地方坐落着一座大型复杂的火山-吕姆克山，还有一座更小，但明显分开的是"梅拉诺 T"火山。
早期由沃纳·冯·布劳恩提出的登月概念，就是设想在露湾建立一个永久性月球基地。这些领先的概念，在很大程度上改进了阿波罗计划。
亚瑟·查理斯·克拉克的小说《月海沉船》(A fall of Moondust)虚构了一个位于露湾的“渴海”。

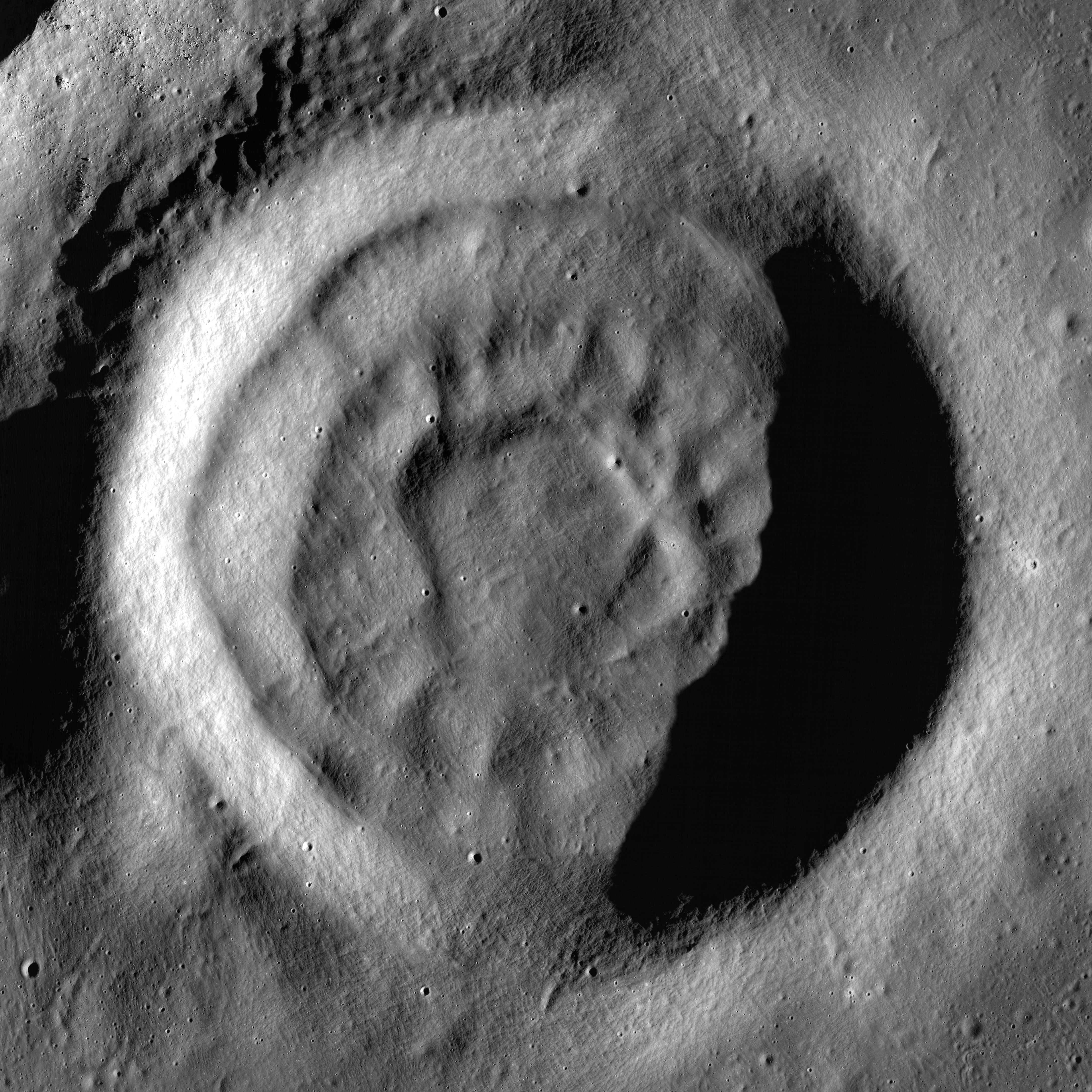
月湾南部的同心坑-刘维尔 DA 坑 (大小—11公里)
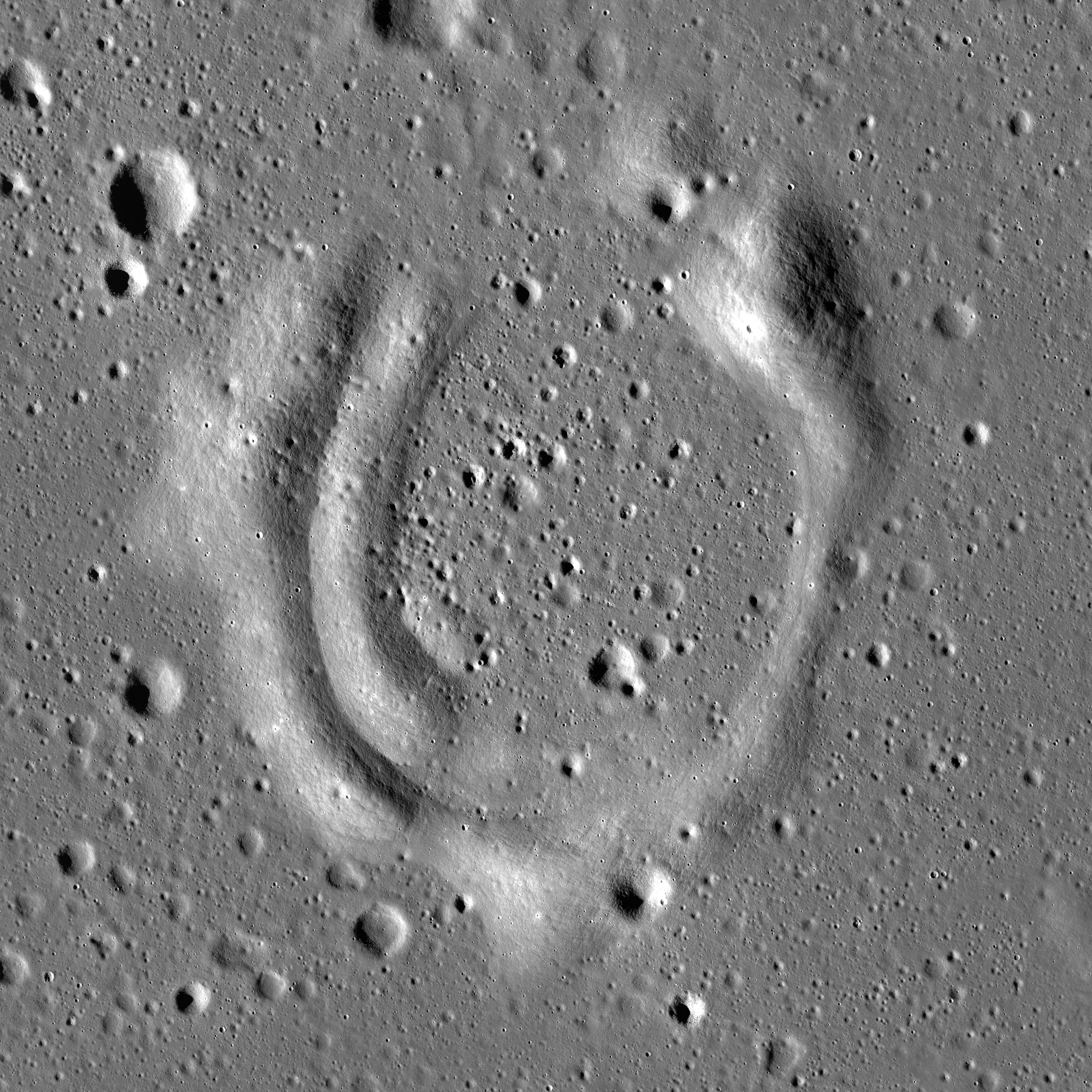
月湾西南的无名同心陨坑 (大小-8×6公里)
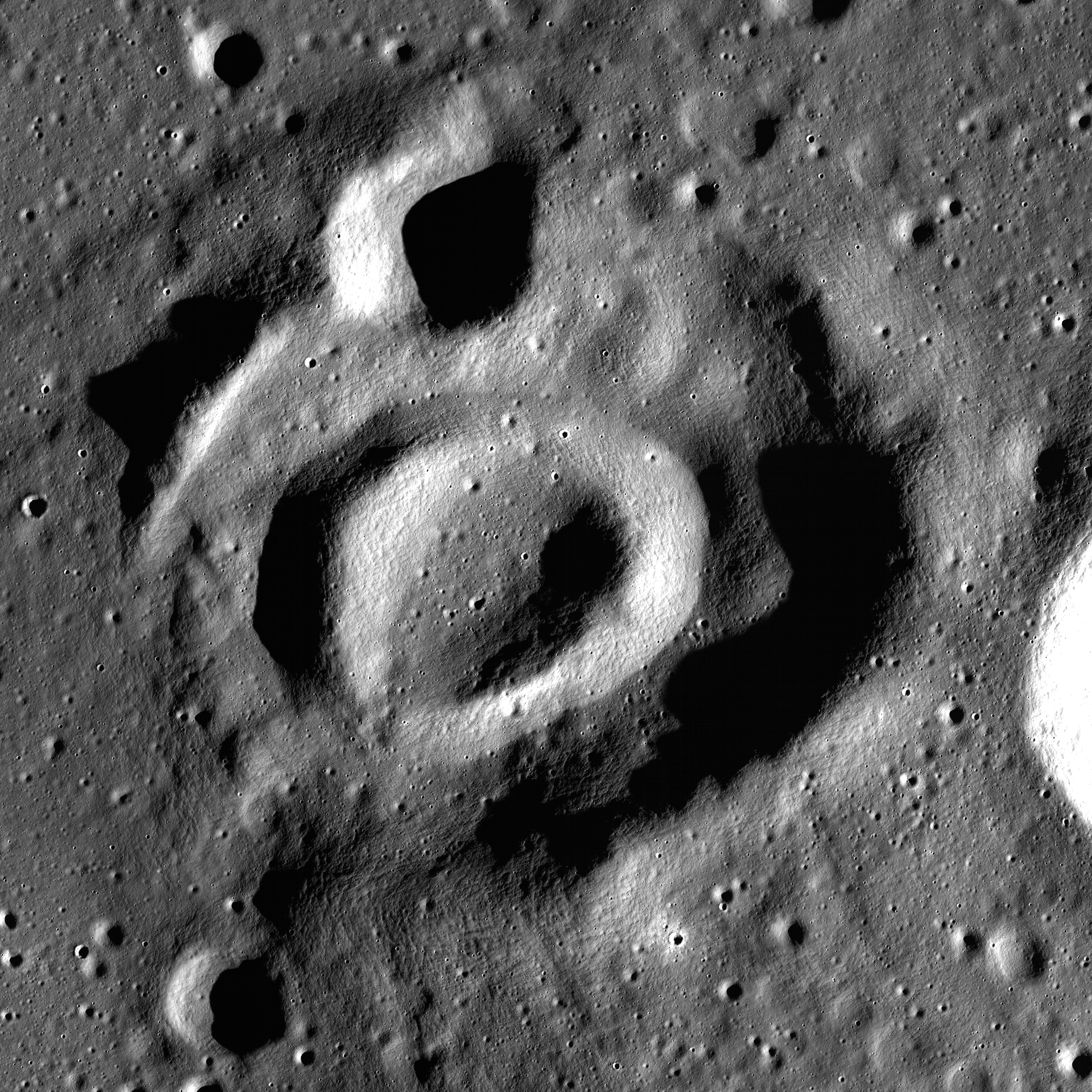
月湾西部边缘的无名同心陨坑 (大小-8×6.5公里)

## 备注
1. ↑  . 天文学名词. 中国科学院国家天文台.   [2024-08-17]. （原始内容存档于2024-08-17） （中文（简体））.
2. 1 2  Map of the Moon, which made Francesco Grimaldi and Giovanni Richcholi(1651)
3. 1 2  . Gazetteer of Planetary Nomenclature. International Astronomical Union (IAU) Working Group for Planetary System Nomenclature (WGPSN). 2010-10-18  [2016-02-05]. （原始内容存档于2016-02-04）.
4. 1 2  Map of the Moon, composed of Michael Van Langree(1645)
5. ↑  Whitaker E. A.  264. 2003: 200. Bibcode:2003mnm..book.....W. ISBN 9780521544146. |journal=被忽略 (帮助)
6. ↑  Peter van der Krogt, Ferjan Ormeling.  (PDF). Els noms en la vida quotidiana. Actes del XXIV Congrés Internacional d’ICOS sobre Ciències Onomàstiques. Annex (Biblioteca Tècnica de Política Lingüística; 11). 2014: 1851–1868. doi:10.2436/15.8040.01.190. （原始内容 (PDF)存档于2016-01-03）.
7. 1 2  Hevelius J. . Gedani. 1647: 226–227  [2016-03-26]. doi:10.3931/e-rara-238. （原始内容存档于2018-06-30）. |journal=被忽略 (帮助)
8. ↑  Whitaker E. A.  264. 2003: 205. Bibcode:2003mnm..book.....W. ISBN 9780521544146. |journal=被忽略 (帮助)
9. ↑  Ferguson J., Brewster D. . Edinburgh. 1811: 248.
10. ↑  Letter cards Moon LAC-11 with relevant surface Names Online directory IAU nomenclature (archive)
11. ↑  Hiesinger H., Head J. W., Wolf U., Jaumann R., Neukum G.  (PDF).  (PDF). Geological Society of America Special Paper 477 159. 2011: 11–12, 35–36. ISBN 978-0-8137-2477-5. doi:10.1130/2011.2477(01). （原始内容 (PDF)存档于2013-01-29）. |journal=被忽略 (帮助) (На Google Books)
12. ↑  According to the laser altimeter on the satellite Lunar Reconnaissance Orbiter, obtained through the program JMARS （页面存档备份，存于）
13. ↑  . Encyclopedia Astronautica.   [September 5, 2015]. （原始内容存档于2015年8月24日）.